# Jurij Wereszczak
Jurij Ihorowycz Wereszczak, ukr. Юрій Ігорович Верещак (ur. 4 kwietnia 1994 we Lwowie, Ukraina) – ukraiński piłkarz występujący na pozycji napastnika. 

## Kariera piłkarska

### Kariera klubowa
On jest wychowankiem FK Karpaty Lwow. W drużynie seniorów, grającej wówczas w klasie okręgowej, zadebiutował w wieku 18 lat. Karierę piłkarską rozpoczął w 2014 w Tartu FC Santos. W 2015 roku trafił do FC Utenis Uciana. W barwach "Utenisa" rozegrał 33 spotkania i strzelił sześć bramek. 23 grudnia 2016 roku Wereszczak został zawodnikiem Atlantasa. 9 lutego 2018 został piłkarzem Górnika Łęczna.